# Man ibn Zàïda
Abu-l-Walid Man ibn Zàïda aix-Xaybaní o, més senzillament, Man ibn Zàïda (en àrab Maʿn b. Zāʾida) (? - 769 o 770) fou un general i governador omeia i del primer període abbàssida. Descendia dels xerifs de la tribu de Xayban.
Va ser un protegit del darrer governador omeia de l'Iraq Yazid ibn Úmar ibn Hubayra, governador en 738-744 i en 746-749. Va combatre els abbàssides quan van arribar a l'Iraq i hauria estat ell qui va matar el general Qàhtaba ibn Xabib. Va participar amb el seu cap a la defensa de Wasit i es va lliurar de ser executat perquè en caure la ciutat estava a Kufa, duent el jurament de fidelitat d'Ibn Hubayra al nou califa as-Saffah.
Llavors va restar amagat fins a la revolta dels Rawandiyya a la nova capital Hashimiyya (data incerta entre 756 i 759) i va aportar ajut al califa contra els rebels obtenint llavors el perdó. El califa Al-Mansur el va enviar com a governador al Iemen (759/760), on va pacificar el país però de manera brutal. Va restar al Iemen fins al 768 quan fou cridat i enviat al Sistan, on va haver de lluitar amb els kharigites als que va derrotar; estava al seu quarter d'hivern a Bust quan uns kharigites disfressats de treballadors el van matar (final del 769 o començament del 770).
Va deixar quatre fills, però com a xeic dels Xayban el va succeir el seu nebot Yazid ibn Màzyad que va continuar la lluita contra els kharigites.